# Tsotsis
Os tsotsis são um povo maia das Terras Altas de Chiapas no sul do México. No ano 2000, a sua população era aproximadamente 290 000. Os municípios com maior população tsotsil são Chamula (48 500), San Cristóbal de las Casas (30 700), e Zinacantán (24 300), no estado mexicano de Chiapas.
A língua tsotsil, como a língua tseltal e a língua chol, descende do proto-chol falado durante o período clássico tardio em locais como Palenque e Yaxchilan. A palavra tsotsil significava originalmente "povo do morcego" na língua tsotsil (de tzotz, morcego). Hoje em dia, os tsotsis chamam a si mesmos Sotz'leb, que significa "povo do morcego" na língua moderna, sendo frequentemente chamados Zinacantecos em espanhol (do nauatle tzinacantlan "lugar dos morcegos").